# Aurinkolahti

Położenie Aurinkolahti na mapie Helsinek

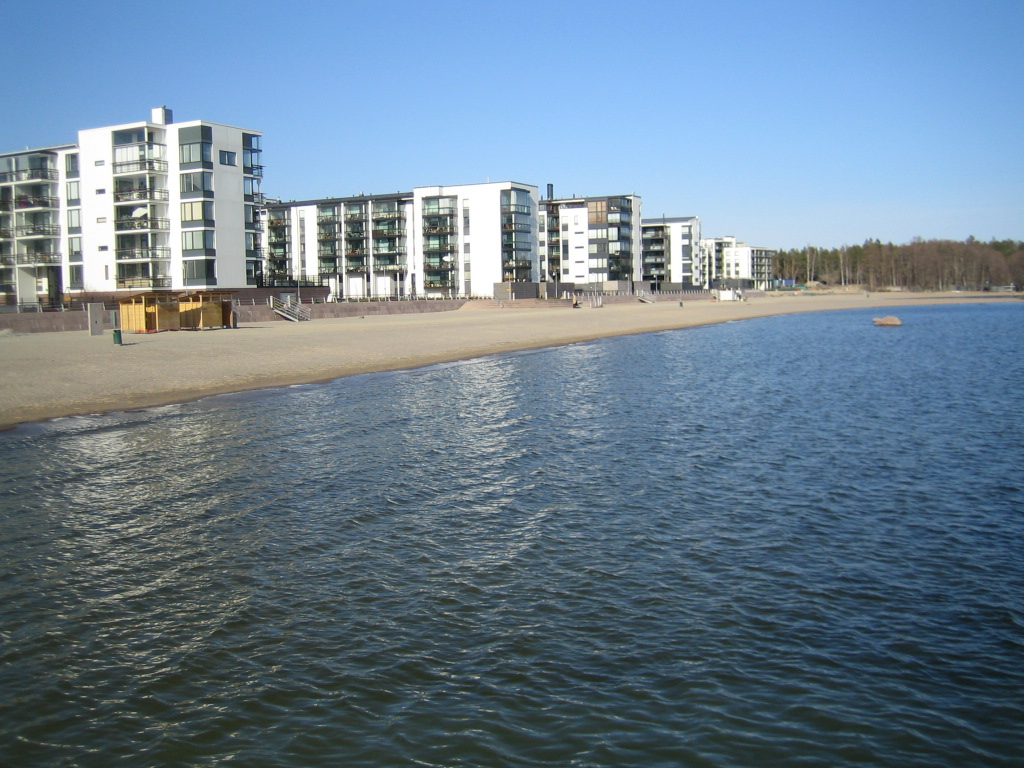
Plaża w Aurinkolahti

Aurinkolahti (szw. Solvik) – jedna z dzielnic (fiń. osa-alue) Helsinek. Znajduje się we wschodniej części miasta, w obrębie naddzielnicy Vuosaari. Aurinkolahti, której nazwa oznacza "słoneczną zatokę", ma powierzchnię 0,78 km² i zamieszkana jest przez 6869 osób (2014).
Na terenie dzielnicy znajduje się miejska plaża.